# Стоянов, Веселин
Веселин Анастасов Стоянов (7 апреля 1902, Шумен — 29 июня 1969, София) — болгарский композитор, пианист, музыкальный педагог и политик.

## Биография
Родился в прогрессивной семье, знакомой с Добри Войниковым. Начальные уроки игры на фортепиано получил у своего отца, с 1922 года учился в Государственной музыкальной академии под руководством своего брата — Андрея Стоянова. В 1926 году окончил академию и отправился для продолжения обучения в Вену, где учился в Академии музыки и сценического искусства, изучая композицию у Франца Шмидта и фортепиано у Виктора Эбенштайна и затем у Поля де Кона. В 1930 году окончил академию и вернулся в Болгарию, где активно включился в общественную и музыкальную жизнь, давал концерты. С 1937 года начал преподавать в Государственной музыкальной академии, в 1945 году получил звание профессора теории музыки; был ректором академии в 1943—1945 и 1956—1962 годах, среди его учеников было множество известных впоследствии болгарских музыкантов, в частности, Иван Маринов и Стефан Ременков. С 1953 по 1954 год возглавлял Софийскую народную оперу.
В 1962 году получил звание Народного артиста НРБ, в 1969 году — Героя Социалистического Труда НРБ, в 1951 году стал лауреатом Димитровской премии. Состоял членом Болгарской коммунистической партии.
Многие свои произведения, основой для которых часто были сюжеты из народного фольклора, писал в комедийно-гротесковой манере: в частности, в 1935 году написал первую болгарскую комическую оперу «Женское царство» (1935). Другие известные его работы: опера «Хитрый Петр» (1952), симфоническая сюита «Бай Ганьо» (1941), историческая опера «Саламбо» (1940), балет «Папесса Иоанна» (1968). Ему также принадлежат кантаты, включая посвящённую борьбе против фашистского режима «Балладу о невесте» (1968), две симфонии, массовые песни, струнные квартеты, три концерта для фортепиано с оркестром.